# Кіблицьке
Кі́блицьке —  село в Україні, в Миргородському районі Полтавської області. Населення становить 39 осіб. Входить до складу Гадяцької міської громади.
Після ліквідації Гадяцького району у липні 2020 року увійшло до Миргородського району.

## Географія
Село Кіблицьке розташоване між селами Рудиків та Осняги (1 км).
Поруч пролягає автомобільний шлях Т 1705. За 0.5 км залізниця, станція Осняги.

## Історія
1870 — дата заснування.
Село постраждало внаслідок геноциду українського народу, проведеного окупаційним урядом СРСР 1923-1933 та 1946-1947 роках.
До 2018 року орган місцевого самоврядування — Біленченківська сільська рада.